# Рорбах (Хунсрик)
Рорбах (њем. Rohrbach) општина је у њемачкој савезној држави Рајна-Палатинат. Једно је од 134 општинска средишта округа Рајн-Хунсрик. Према процјени из 2010. у општини је живјело 184 становника. Посједује регионалну шифру (AGS) 7140130.

## Географски и демографски подаци
Рорбах се налази у савезној држави Рајна-Палатинат у округу Рајн-Хунсрик. Општина се налази на надморској висини од 400 метара. Површина општине износи 3,8 km². У самом мјесту је, према процјени из 2010. године, живјело 184 становника. Просјечна густина становништва износи 49 становника/km².